# コンプリシティ/優しい共犯
『コンプリシティ/優しい共犯』（こんぷりしてぃ やさしいきょうはん）は、2020年1月17日公開の日中合作映画である。

## 概要
短編『SIGNATURE』が第70回ロカルノ国際映画祭などで高い評価を受けた近浦啓監督の長編デビュー作。
2018年・第19回東京フィルメックスのコンペティション部門で観客賞を受賞。

## あらすじ
中国から技能実習生として来日したチェン・リャンは、劣悪な環境の研修企業から逃げ出し、不法滞在の身となる。金と偽在留カード欲しさから窃盗団の仕事を手伝い、リュウ・ウェイという偽名で手に入れる。地方の小さな蕎麦屋に住み込みの仕事が決まる。店主の井上弘が蕎麦を打ち、娘の香織と店員の小春が切り盛りしていて、チェンの仕事は店の補助と出前配達だった。ある日、出前先で中国語を学ぶ画家の卵、葉月に出会い、北京留学を夢見ている彼女とは、中国という共通話題を通して親しくなる。チェンと葉月が街に出てデート中、チェンが財布を紛失し、彼が止めるのも聞かず葉月は交番に届け出るが、チェンは自分の身元がばれるのを恐れて逃げる。そして葉月から北京留学が決まったと連絡が入る。一方、弘の教えでチェンは蕎麦打ちを始める。葉月が北京に発つ日、駅に見送り「北京で待ってるね」と言われる。ある日弘の元に、チェンのことで電話が入り、ファックスで登録証が送られてくる。弘に「君は誰だ？」と問われたチェンは、荷物を持って外に飛び出して泣くが、行く当てもなく店に戻ると、弘は何もなかったかのように迎えた。店を休みにして弘はチェンに蕎麦打ちを指導し、二人の仲は一層深まる。弘は幼い頃に北京で撮った写真をチェンに見せ、チェンから北京で一緒に蕎麦屋をやろうと言われて喜ぶ。ある日、警察署からチェンに、財布が見つかったので来るよう連絡が入り、程なくして店に刑事が現れる。弘は、チェンを配膳に生かせるから客席で待つよう刑事に話し、作業場で蕎麦を茹でるチェンに金を渡して、「これから先は自分で決めろ」と裏から逃がす。チェンは自転車で近くの浜まで行き、そこで葉月から映画『君の名は』を観たというメールが入る。チェンは「僕の名はチェン・リャン」とメールを返した。

## キャスト
- チェン・リャン／リュウ・ウェイ：ルー・ユーライ
- 井上弘：藤竜也
- 中西葉月：赤坂沙世
- 井上香織：松本紀保
- 松村：塚原大助
- 井上弘毅：浜谷康幸
- 刑事：石田佳央
- 小春：堺小春
- 井上恭子：占部房子
- グゥイ・シュン：バオ・リンユ
- シュ・ヂェン：シェ・リ
- ヨン・ジョン：ヨン・ジョン

## スタッフ
- 監督：近浦啓
- 脚本：近浦啓
- エグゼクティブプロデューサー：近浦啓・ルアン・ジンシン・ディン・ジェ
- プロデューサー：フー・ウェイ
- 共同プロデューサー：ナイ・アン
- アソシエイトプロデューサー：三浦仁・堀池みほ
- 撮影：山崎裕
- 照明：山本浩資
- 録音：弦巻裕・リ・ラン
- 美術：部谷京子
- 装飾：柳澤武
- スタイリスト：宮本茉莉
- ヘアメイク：酒井夢月
- 音響効果：伊東晃
- 編集：近浦啓
- 主題歌：テレサ・テン
- 助監督：熊野桂太
- スクリプター：保坂栞
- 制作担当：越智喜明
- 製作：クレイテプス・Mystigri Pictures
- 配給：クロックワークス

## 受賞・映画祭公式選出
- 第43回 トロント国際映画祭・ディスカバリー部門 選出[3]
- 第23回 釡山国際映画祭・アジアの窓部門 選出 [4]
- 第69回 ベルリン国際映画祭・キュリナリーシネマ部門 選出[5]
- 2019 グラスゴー映画祭 選出[6]
- 第19回 東京フィルメックス 観客賞 受賞[7]
- 第45回 日本カトリック映画賞 受賞[8]
- 2020 アムステルダム アジア映画祭 若手批評家賞 受賞[9]